# Brianna Kadiku
Brianna Kadiku (13 aprile 1998) è una pallavolista statunitense, nel ruolo di centrale.

## Carriera

### Club
La carriera di Brianna Kadiku inizia nei tornei scolastici texani con la Cedar Hill HS, mentre a livello giovanile si disimpegna con l'Ace. Dopo il diploma gioca a livello universitario in NCAA Division I, dove è di scena con la Memphis dal 2016 al 2017 e poi con la Oklahoma dal 2018 al 2019.
Nella stagione 2021-22 diventa professionista in Francia, partecipando alla Ligue A con il Saint-Cloud Paris SF, dove resta fino a gennaio, terminando l'annata nella 1. Bundesliga con il Suhl.